# Bitwa o Granadę (1856)
Bitwa o Granadę – starcie zbrojne, które miało miejsce w 1856 r. w trakcie wojny Nikaragui z koalicją państw Ameryki Środkowej (1856–1857).
W październiku 1856 r. armia sprzymierzonych składająca się z sił Kostaryki, Gwatemali, Hondurasu i Salwadoru dowodzona przez generała Bellosa, podeszła pod stolicę Nikaragui Granadę, rozpoczynając jej oblężenie. Miasta broniło 421 żołnierzy pod dowództwem generała Charlesa Fredericka Henningsena. 
Atak na miasto rozpoczął się dnia 22 listopada 1856 r. Wojska koalicji w zaciętych walkach ulicznych stopniowo wypierały obrońców ku centrum. Wycofujące się wojska Henningsena wysadzając dom po domu cofały się w stronę jeziora Nikaragua. 26 listopada w mieście ocalały jedynie katedra, oraz kilka budynków mieszkalnych. Obrońcy zaminowali m.in. klasztor, który wyleciał w powietrze po tym jak wkroczyli do niego żołnierze sprzymierzonych. W międzyczasie z sił przysłanych przez Williama Walkera do pomocy obrońcom (160 ludzi), do miasta dotarło 116 ludzi.
- Charles Frederick Henningsen

14 grudnia Henningsen po uprzedniej ewakuacji rannych i cywilów, wycofał się do Rivas. Łącznie straty obrońców wyniosły 124 zabitych i rannych. 120 żołnierzy zmarło od chorób, 40 zdezerterowało a 2 dostało się do niewoli. 